# Scottish Football League Third Division
De Scottish Football League Third Division was de 4de hoogste voetbalklasse in Schotland, tussen het in werk doen treden van het Schots voetbalsysteem in 1975 en 2013. De competitie werd opgevolgd door de Scottish League Two.
Er speelden 10 teams in de divisie die elkaar jaarlijks viermaal ontmoeten. Tot 2005 promoveerde telkens de top 2, sinds 2006 promoveerde enkel de kampioen rechtstreeks. De nummer 2, 3 en 4 speelden een play-off met de nummer 9 uit de Second Division. Er was geen degradatie, maar sinds seizoen 2005/06 bestond de regel dat als een club 3 opeenvolgende jaren laatste eindigt deze haar stemrecht verloor. De club zou dan 2 jaar als een niet-stemgerechtigd lid moeten spelen waarna de stemgerechtigde leden over het lot van deze club zouden beslissen.

## Kampioenen Third Division
- 1994 - 1995 - Forfar Athletic FC
- 1995 - 1996 - Livingston FC
- 1996 - 1997 - Inverness Caledonian Thistle FC
- 1997 - 1998 - Alloa Athletic FC
- 1998 - 1999 - Ross County FC
- 1999 - 2000 - Queen's Park FC
- 2000 - 2001 - Cowdenbeath FC
- 2001 - 2002 - Brechin City FC
- 2002 - 2003 - Morton FC
- 2003 - 2004 - Stranraer FC
- 2004 - 2005 - Gretna FC
- 2005 - 2006 - Cowdenbeath FC
- 2006 - 2007 - Berwick Rangers FC
- 2007 - 2008 - East Fife FC
- 2008 - 2009 - Dumbarton FC
- 2009 - 2010 - Livingston FC
- 2010 - 2011 - Arbroath FC
- 2011 - 2012 - Alloa Athletic FC
- 2012 - 2013 - Rangers FC

## Aantal seizoenen eerste klasse (1994-2013)
| Club                  | /19 |
| --------------------- | --- |
| East Stirlingshire FC | 19  |
| Montrose FC           | 18  |
| Albion Rovers         | 17  |
| Queen's Park FC       | 16  |
| Elgin City            | 13  |
| Cowdenbeath FC        | 11  |
| Berwick Rangers       | 10  |
| Dumbarton FC          | 8   |
| East Fife FC          | 8   |
| Arbroath FC           | 8   |
| Peterhead FC          | 7   |
| Stenhousemuir FC      | 6   |
| Forfar Athletic       | 6   |

| Club                         | /19 |
| ---------------------------- | --- |
| Ross County                  | 5   |
| Brechin City                 | 5   |
| Alloa Athletic               | 5   |
| Stranraer FC                 | 5   |
| Annan Athletic               | 5   |
| Stirling Albion              | 4   |
| Clyde FC                     | 3   |
| Gretna FC                    | 3   |
| Inverness Caledonian Thistle | 3   |
| Livingston FC                | 2   |
| Hamilton Academical FC       | 1   |
| Greenock Morton FC           | 1   |
| Rangers FC                   | 1   |

Premiership · Championship · League One · League Two · Scottish Cup · Scottish League Cup

Amateurs · Schotse voetbalbond · Nationaal elftal